# Regola Rooney
La Regola Rooney, introdotta nel 2003, obbliga le squadre della National Football League a fare un colloquio anche a candidati delle minoranze per il posto di capo-allenatore e opportunità di operazioni nel football in cariche per dirigenti esperti. È spesso citata come esempio di azione positiva.

## Storia ed origini
La regola prende il nome da Dan Rooney, proprietario dei Pittsburgh Steelers e presidente del comitato sulla diversità della lega e indirettamente dalla famiglia Rooney in generale, a causa della lunga storia degli Steelers nel dare possibilità agli afroamericani di servire la squadra in incarichi importanti.
La regola fu stabilita per assicurare che agli allenatori appartenenti alle minoranze, specialmente quelli afro-americani, fossero offerte posizione di alto livello come allenatori. Fino al 1979, Fritz Pollard fu l'unico capo allenatore della storia dell'NFL appartenente ad una minoranza (il che accadde negli anni venti, i primissimi della lega) e dall'epoca in cui la regola fu implementata, solo Tom Flores, Art Shell, Dennis Green, Ray Rhodes, Tony Dungy e Herman Edwards hanno avuto lavori come capo-allenatore (solo Dungy ed Edwards furono attivamente dei capo-allenatori all'epoca in cui fu stabilita la regola, anche se Shell e Green sarebbero in seguito tornati come capo-allenatori). Dungy dovette lottare per anni prima di ottenere un lavoro come capo-allenatore; egli fu spesso promosso a candidato capo-allenatore da Chuck Noll quando Dungy era un assistente sotto Noll negli anni ottanta con gli Steelers, ma non sarebbe diventato capo-allenatore fino al 1996 quando prese le redini dei Tampa Bay Buccaneers.

## Impatto
Da quando la Rooney Rule fu stabilita, diverse franchige NFL hanno assunto allenatori afro-americani, compresi gli stessi Steelers, che assunsero Mike Tomlin prima della loro stagione 2007 (gli Steelers, però, avevano già fatto un colloqui a Ron Rivera, di minoranza ispanica per soddisfare la regola prima di assumere Tomlin, e Rooney stesso afferma che l'assunzione di Tomlin non è il risultato della regola).All'inizio della stagione 2006, la percentuale totale di allenatori afro-americani salì al 22%, dal 6% prima della Rooney Rule. Malgrado ciò, l'efficacia della regola è ancora motivo di dibattito e nessun team ha affermato che la regola abbia contribuito a far assumere un allenatore di una minoranza.